# Ments meg! (album)
A Ments meg! Tabáni István 2010. március 26-án megjelent első nagylemeze, mely arany-, majd később platinalemez lett. Az albumon Máté Péter, Demjén Ferenc és Presser Gábor szerzeményei mellett Tabáni egyetlen saját dala a címadó Ments meg. A lemezbemutató koncertre 2010. május 13-án került sor Budapesten, a Syma rendezvényközpontban.

## Az album dalai
1. Elfelejtett dal
2. Fényév távolság
3. Ments meg!
4. Ez itt az én hazám
5. Kinőtt a szárnyunk
6. Hosszú még az út
7. Legyen ünnep
8. Várj, míg felkel majd a nap
9. Könnyű álmot hozzon az éj
10. Csillagóceán
11. Ments meg! Hommage a' Queen (bónusz)

## Külső hivatkozások
- Információk a Zene.hu lapján